# Denis Sire
Denis Sire (* 4. September 1953 in Saint-Nazaire; † 16. Januar 2019 in Paris) war ein französischer Comiczeichner und Illustrator.
Denis Sire absolvierte bis 1976 ein Kunststudium und war auch als Gitarrist aktiv. 1977 kam er zum Magazin Métal hurlant, wo neben einigen Kurzgeschichten das an Bettie Page erinnernde Comicalbum Bois Willys sowie Lisa Bay entstand. Zusätzlich war er in den 1980er Jahren Mitglied in der Band Dennis’ Twist. Nach dem Ende von Métal hurlant zeichnete er das Album L'Île des amazones - Orchid Island (Text: Jean-Pierre Dionnet) für das Magazin L’Écho des Savanes.
Im weiteren Leben war er als Illustrator von Motorrädern, Rennwagen und Pin-Ups im Retro-Look bekannt.